# ТЕС Вемагірі/Раджамундрі
16°55′29″ пн. ш. 81°48′43″ сх. д. / 16.92472° пн. ш. 81.81194° сх. д.
ТЕС Вемагірі/Раджамундрі – електроенергетичний майданчик у індійському штаті Андхра-Прадеш.
Проект реалізувала група GVK, яка діяла через свої дочірні структури GMR Vemagiri Power Generation Limited та GMR Rajahmundry Energy Limited.
ТЕС Вемагірі, що почала роботу у 2006 році, має один парогазовий блок потужністю 389 МВт, в якому одна газова турбіна потужністю 252 МВт живить через котел-утилізатор одну парову турбіну з показником 137 МВт.
В 2015-му стали до ладу два однотипні парогазові блоки ТЕС Раджамундрі потужністю по 384 МВт. У кожному з них одна газова турбіна потужністю 240 МВт живить через котел-утилізатор одну парову турбіну з показником 144 МВт.
ТЕС спорудили з розрахунку на використання природного газу, який надходить із системи Татіпака – Какінада. В 21 столітті на тлі зростання споживання та падіння видобутку в Індії виник дефіцит блакитного палива, що впливає на об’єкти електрогенерації. Так, в перші 10 місяців 2022/2023 бюджетного року ТЕС Гаутамі взагалі не працювала.  
Для охолодження використовують воду із річки Годаварі.
Видача продукції відбувається по ЛЕП, що працює під напругою 400 кВ.